# Stachycoremium parvulum
Stachycoremium parvulum är en svampart som först beskrevs av Cooke & Ellis, och fick sitt nu gällande namn av Seifert 1986. Stachycoremium parvulum ingår i släktet Stachycoremium, divisionen sporsäcksvampar och riket svampar.   Inga underarter finns listade i Catalogue of Life.